# Braya brachycarpa
Braya brachycarpa är en korsblommig växtart som först beskrevs av I.T. Vassilczenko, och fick sitt nu gällande namn av Alshehbaz och S.I. Warwick. Braya brachycarpa ingår i släktet fjällkrassingar, och familjen korsblommiga växter. Inga underarter finns listade i Catalogue of Life.